# Jacques Mallet-du-Pan

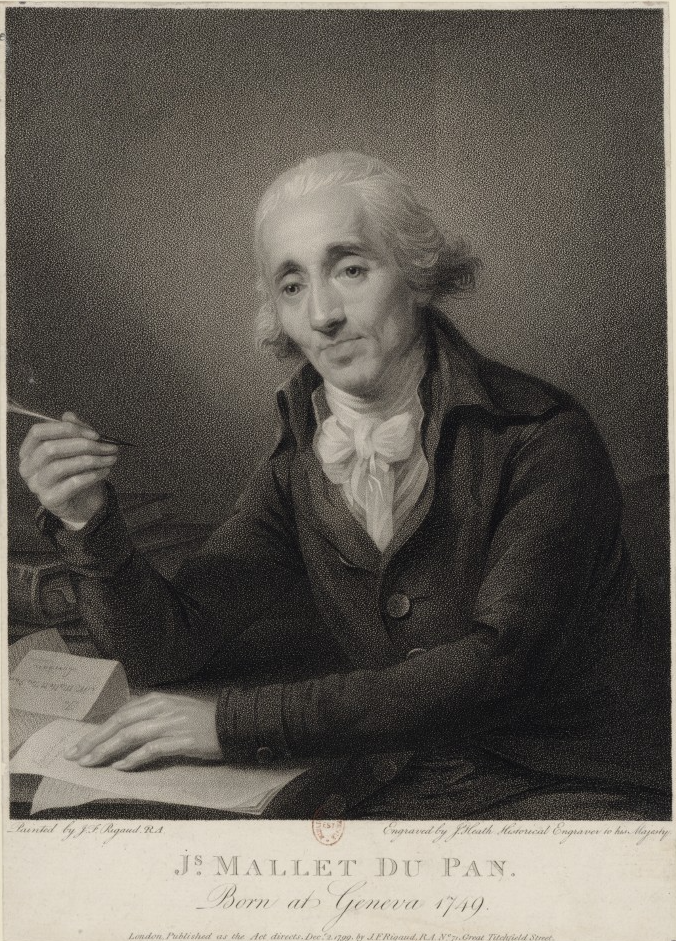
Jacques Mallet du Pan (1749–1800)

Jacques Mallet-du-Pan (* 5. November 1749 in Céligny; † 10. Mai 1800 in Richmond) war ein aus der Genfer Republik stammender französischer monarchistischer Publizist, Journalist und Schriftsteller. Er gilt als Pionier des politischen Journalismus.

## Leben

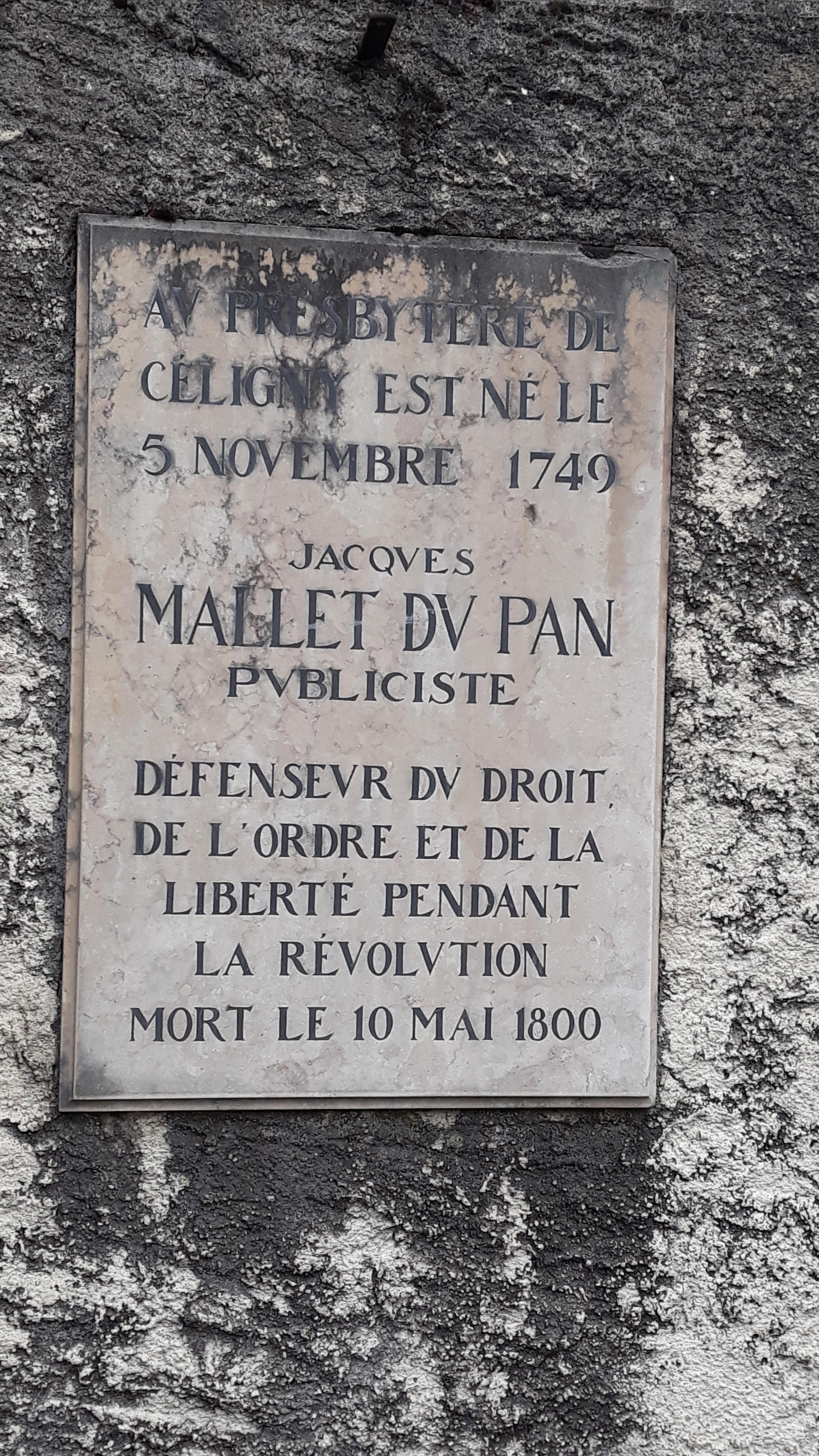
Geburtshaus Mallet du Pan, Celigny (Schweiz)

Jacques Mallet-du-Pan, Sohn eines protestantischen Geistlichen, war eine Zeit lang in Kassel Professor der französischen Literatur. Er wandte sich aber bald nach London, Genf und Paris, wo er journalistisch tätig war. 1788 übernahm er die Redaktion des politischen Teiles des Mercure de France. Während der Revolution vertrat sein Blatt eine pro-royale, konstitutionelle Grundhaltung. Im Mai 1792 ging er im Auftrag Ludwigs XVI. nach Frankfurt, um die deutschen Fürsten um eine Intervention in Frankreich zu ersuchen.
Nach dem Verbot seines Journals ging er nach Bern, wo er den gemäßigten Flügel der französischen Emigration vertrat und das Direktorium und Bonaparte angriff. Deshalb 1797 aus Bern verwiesen, begab er sich nach London, wo er den Mercure britannique gründete. Der vehemente Gegner republikanischer Ideen gilt als Pionier des politischen Journalismus.

## Werke
- Du principe des factions en général, et de celles qui divisent la France. Paris 1791, urn:nbn:de:bvb:12-bsb10422804-1.
- Considérations sur la nature de la Révolution de France, et sur les causes qui en prolongent la durée. London 1793 (archive.org).
- Correspondance politique pour servir à l’histoire du républicanisme français. P.F. Fauche, Hamburg (in Wirklichkeit: Neuenburg) 1796 (archive.org).
- Mémoires et Correspondence de Mallet du Pan pour servire à l’Histoire de la Révolution française. Recueillis & mis en ordre par A. Sayous. 2 Bände. Amyot, J. Cherbuliez, Paris 1851.